# Panopeus chilensis
Panopeus chilensis is een krabbensoort uit de familie van de Panopeidae. De wetenschappelijke naam van de soort is voor het eerst geldig gepubliceerd in 1843 door H. Milne Edwards & Lucas.